# Цикличен аденозинмонофосфат
Цикличният аденозинмонофосфат (3',5'-цикличен аденозинмонофосфат или цАМФ) е вторичен посредник в много биологични процеси. цАМФ се образува от АТФ от ензима аденилат циклаза във вътрешната повърхност на клетъчните мембрани в отговор на хормони като епинефрин, норепинефрин и глюкагон. Идентифицирани са девет изоформи на аденилат циклазата (изоформи I-IX). Всички изоформи се стимулират от αs субединици на G-протеините; αi инхибира тип V и VI; αо инхибра тип I и V. цАМФ активира цАМФ-зависима протеин киназа (протеин киназа А, ПКА), инициираща сигнално трансдукционна каскада, свързана с регулирането на множество метаболитни процеси, като регулация на ключовите ензими на гликолиза/глюконеогенеза, гликогеногенеза/гликогенолиза, липогенеза/липолиза. цАМФ се хидролизира от фосфодиестерази до 5'-аденозин монофосфат (5'-АМФ), който не притежава активност на вторичен посредник, така че прекратява действието на хормоните. По-нови данни предполагат активирането на АМФ-кинази, активиращи се в резултат на повишена концентрация на 5'-АМФ, играещ ролята на индикатор на енергетичното състояние в клетките. В черния дроб инсулинът увеличава активността на фосфодиестеразите (ФДЕ). Тези ензими се инхибират от метилксантините като кофеин (кафе) и теофилин (чай), увеличавайки по този начин продължителността на действие на цАМФ.

## Глюконеогенеза / Гликолиза
Глюкагон и епинефрин, хормони, които реагират на намалени нива на кръвната глюкоза, инхибира гликолизата и стимулира глюконеогенезата в черния дроб чрез повишаване на концентрацията на цAMP.
Това от своя страна активира цАМФ-зависимата протеин киназа (Протеин Киназа А, ПКА), водеща до фосфорилиране и деактивиране на пируват киназата. Глюкагонът и епинефринът намаляват концентрацията на фруктоза 2,6-бисфосфат и следователно повлияват гликолиза и глюконеогенеза, повлиявайки активността на фосфофруктокиназа 2, инхбирайки киназаната ѝ активност и стимулирайки фосфатазната.

## Гликогенолиза / гликогеногенеза
Увеличената концентрацията на цАМФ активира cAMP-зависима протеин киназа (ПКА), която катализира фосфорилиране чрез АТФ на неактивна киназа на фосфорилаза B до активна киназа фосфорилаза A, която от своя страна фосфорилира гликоген фосфорилаза B до гликоген фосфорилаза A. В черния дроб цАМФ се образува в отговор на глюкагон, който се отделя при понижаване нивата на кръвната глюкоза. Мускулите, притежаващи също гликогенови запаси, са нечувствителни към действието на глюкагон. В мускула, сигналът за повишено образуване на cAMP е хормонът нор-епинефрин, който се отделя в отговор на страх или уплаха, при нужда от повишена гликогенолиза, което позволява интензивна мускулна активност.
Гликогенолиза в черния дроб може да бъде цАМФ-независима, но Са2+ зависима.
В черния дроб се наблюдава cAMP-независимо активиране на гликогенолизата в отговор на стимулиране с 1 адренергични рецептори от епинефрин и норепинефрин. Това включва мобилизиране на Ca2+ в цитозола, последвано от стимулиране на Ca2+/калмодулин-зависима протеин киназа на фосфорилилазата. сАМР-независима гликогенолиза се активира също от вазопресин, окситоцин и ангиотензин II, действайки или чрез калций, или чрез фосфатидилинозитол бисфосфатния път.

### Ca2+синхронизира активирането на Гликоген фосфорилаза с мускулната контракция
Гликогенолизата в мускулите се увеличава няколкостотин пъти с началото на мускулни контракции; същия сигнал (увеличена концентрация на цитозолни Ca2+ йони) е отговорен за иницииране както на контракциите, така и на гликогенолизата. Мускулна киназа на фосфорилазата, която активира гликоген фосфорилазата, е тетрамер изграден от четири различни субединици, α, β, γ и δ. α и β субединиците съдържат серинови остатъци, които се фосфорилират от цАМФ-зависима протеин киназа. δ субединицата е идентична към Ca2+ свързващия протеин калмодулин, и свързва четири Са2+. Свързването на Са2+ активира каталитичните остатъци на γ субединица, дори когато ензимът е в дефосфорилирано b състояние; фосфорилираната а форма е напълно активирана само в присъствието на високи Са2+ концентрации.

### Протеин фосфатаза-1 инактивира Гликоген фосфорилаза
И двата ензима гликоген фосфорилаза а, и киназа фосфорилазата са дефосфорилирани и инактивиран от протеин фосфатаза-1. Протеин фосфатаза-1 се инхибира от протеин, инхибитор-1, който е активен само след като е фосфорилиран от цАМФ-зависимата протеин киназа. По този начин, цАМФ контролира и двете реакции активиране и инактивиране на гликоген фосфорилаза. Инсулинът подсилва този ефект чрез инхибиране на активирането на фосфорилаза b. Това прави косвено, като увеличава усвояването на глюкозата, което води до повишено образуване на глюкозо-6-фосфат, който е инхибитор на киназа на фосфорилаза.

### Гликоген синтазата & Фосфорилазата се регулират реципрочно
Съществват различни изоензими на гликоген синтаза в черния дроб, мускул и мозък. Подобно на гликоген фосфорилазата, гликоген синтазата съществува както във фосфорилирано, така и в нефосфорилирано състояния, и ефектът от фосфорилирането е обратен от този наблюдаван при гликоген фосфорилаза. Активна гликогенова синтаза a е дефосфорилирана и неактивна гликоген синтаза b е фосфорилирана.
Шест различни протеин кинази действат на гликоген синтазата, и съществуват най-малко девет различни серинови остатъци в ензимът, който могат да бъдат фосфорилирани. Две от протеин киназите са зависими от Ca2+/калмодулин (една от тях е киназа на фосфорилазата). Друга киназа е цАМФ-зависим протеин киназа, която позволява цАМФ-медиирано хормонално действие, инхибиращо синтеза на гликоген едновременно с активирането на гликогенолиза. Инсулинът промотира гликогенезата в мускули едновременно с инхибирането на гликогенолизата чрез повишаване концентрации на глюкоза-6-фосфат, който стимулира дефосфорилиране и активиране на гликогенсинтаза. Дефосфорилирането на гликоген синтаза b се осъществява от протеинова фосфатаза-1, която е под контрола на цАМФ-зависима протеин киназа.

### Гликогеновият метаболизъм се регулира от баланса в активността на гликоген синтаза и фосфорилаза
Докато гликоген фосфорилазата се активира чрез повишаване концентрация на цАМФ (чрез киназа на фосфорилазата), гликоген синтазата се преобразува в неактивната форма; и двата ефекта са медиирани от цАМФ-зависима протеин киназа. Така инхибирането на гликогенолизата усилава гликогенеза, т.е. и инхибирането на гликогенезата усилва гликогенолиза. Дефосфорилирането на фосфорилаза а, киназа на фосфорилазата и гликоген синтаза b се катализира от един ензим с широка специфичност – протеин фосфатаза-1. От своя страна протеин фосфатаза-1 се инхибира от цАМФ-зависима протеин киназа чрез инхибитор-1. По този начин гликогенолизата може да бъде инхибирана, а гликогенезата може да бъде стимулирана или обратно, едновременно, поради това че и двата процеса зависят от активността на цАМФ-зависимата протеин киназа. И двете киназа на фосфорилазата и гликоген синтазата могат да бъдат обратимо фосфорилирани на повече от един остатък от различни кинази и фосфатази. Тези вторичните фосфорирания модифицират чувствителността на първичните остатъци на фосфорилиране и дефосфорилиране (мултисайт фосфорилирания). Също така те позволяват инсулинът, чрез повишаване нивата на глюкозо 6-фосфат, да окаже ефекти, реципрочни на тези на цАМФ.

## Липолиза / Липогенеза
Хормоните, които стимулират липолизата, катехоламините (епинефрин и нор-епинефрин), действат по аналогичен механизъм. цАМФ, чрез стимулиране на цАМФ-зависима протеин киназа, активират хормон-чувствителната липаза (ХЧЛ). Процесите които генерират или разграждат цАМФ влияят върху липолизата.
Инсулинът антагонизира ефектът на липолитичните хормони. Липолизата изглежда по-чувствителни към промените в концентрацията на инсулин, отколкото на използването и естерификация на глюкоза. Антилиполитичните ефекти на инсулин, никотинова киселина и простагландин Е1 (PG1) се отчитат и чрез инхибиране на синтеза на цАМФ в аденилат циклазен участък, действащ чрез Gi протеин. Инсулинът също стимулира фосфодиестеразите и фосфатаза на липазата, която инактивира хормонално-чувствителна липаза.
Ефектът на растежният хормон при промотиране на липолизата, зависи от синтеза на протеини участващи в образуването на цАМФ. Предната хиподфиза е отговорна за синтезът и секрецията както на растежен хормон, така и на адренокортикотропен хормон (ACTH, corticotropin) и веричтно други диабетогенни хормони. Секрецията на растежен хормон се стимулира от хипогликемия, като намалява навлизането на глюкоза в мускулите. Някои ото тези ефекти вероятно са индиректни поради това че той стимулира мобилизирането на свободни мастни кисели (неестерифицирами) от мастните депам което само по себе си инхибира глюкозната утилизация.
Глюкокортикоидите (11-oxysteroids) стимулират липолизата чрез синтез на нов липазен (ХЧ-липаза) протеин по цАМФ-независим път, който може да бъде инхибиран от инсулин, и чрез стимулиране транскрипцията на гени, участващи в каскадата на цАМФ сигнала. Глюкокортикоиодите се секретират от адреналният кортекс (надбъбречната кора) и по нерегулиран механизъм в мастна тъкан. Те увеличават глюконеогенезата в резултзт н аувеличен чернодробен катаболизъм на амино-киселини (АК), поради индукция на амино трансферази (и други ензими като триптофан дехидрогеназа) и ключови ензими на глюконеогенезата. Стимулират разграждането на протеини в периферните тъкани, като свободните аминокиселини се използват като субстрат за синтезът на глюкоза в черния дроб. Глюкокортикоидите инхибират използването на глюкоза в периферните тъкани. Контра-инсуларен хормон.
Тези открития помагат да се обясни ролята на хипофизата жлеза и надбъбречната кора при засилване на мобилизацията на мазнини.
Симпатиковата нервна система чрез освобождаване на норепинефрин в мастната тъкан, играе централна роля в мобилизацията на свободни мастни киселини (СМК). По този начин, повишената липолиза, причинена от много от описаните по-горе фактори могат да бъдат намалени или премахнати чрез денервация на мастната тъкан или чрез ганглийна блокада.
Инсулинът стимулира липогенезата чрез индукция на генната експресия (индукция на ензимната биосинтеза) – ацетил-КоА карбоксилаза, ацил-синтазен комплекс.,а глюкагонът чрез ц-АМФ, антагонизра тези ефекти.